# Potentilla fragiformis

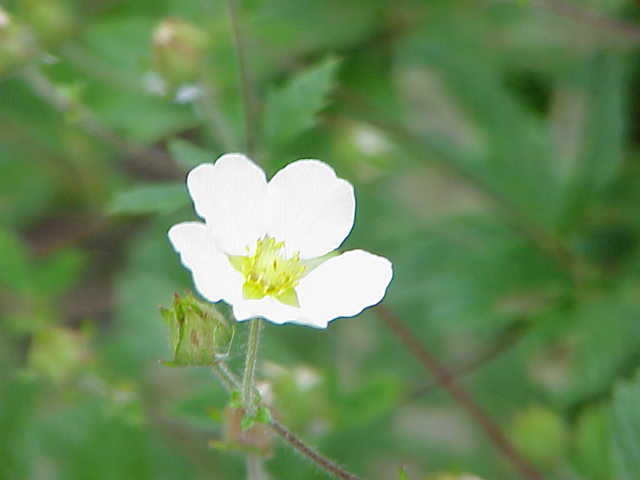
Flores.

Potentilla fragiformis es una planta herbácea perenne de la familia Rosaceae. Tiene las hojas verdes y las flores blancas con cinco pétalos.

## Taxonomía
Potentilla fragiformis fue descrita por Willd. ex Schltdl. y publicado en Magazin für die Neuesten Entdeckungen in der Gesammten Naturkunde, Gesellschaft Naturforschender Freunde zu Berlin 7(4): 294. 1815[1816].
Etimología
Potentílla: nombre genérico que deriva del latín postclásico potentilla, -ae de potens, -entis, potente, poderoso, que tiene poder; latín -illa, -illae, sufijo de diminutivo–. Alude a las poderosas presuntas propiedades tónicas y astringentes de esta planta. 
fragiformis: epíteto latíno que significa "con forma de fresa".